# Ouest Aveyron Communauté
Ouest Aveyron Communauté, issue par changement de nom du 31 janvier 2019 de la communauté de communes du Grand Villefranchois créée le 1er janvier 2017, est une communauté de communes française située dans le département de l'Aveyron, en région Occitanie. Elle compte également deux communes dans le Lot (Laramière et Promilhanes).

## Historique
Cette communauté de communes naît de la fusion, le 1er janvier 2017, de la communauté de communes du canton de Najac, de la communauté de communes du Villefranchois et de la communauté de communes Villeneuvois, Diège et Lot. Son siège est fixé à Villefranche-de-Rouergue.
Le 31 janvier 2019, le conseil communautaire décide de changer le nom de l'intercommunalité en « Ouest Aveyron Communauté ».

## Territoire communautaire

### Composition
La communauté de communes est composée des 29 communes suivantes :

| Nom                              | Code Insee | Gentilé        | Superficie (km2) | Population (dernière pop. légale) | Densité (hab./km2) |
| -------------------------------- | ---------- | -------------- | ---------------- | --------------------------------- | ------------------ |
| Villefranche-de-Rouergue (siège) | 12300      | Villefranchois | 45,85            | 11 502 (2022)                     | 251                |
| Ambeyrac                         | 12007      | Ambairacois    | 11,24            | 181 (2022)                        | 16                 |
| Bor-et-Bar                       | 12029      | Barois         | 12,92            | 198 (2022)                        | 15                 |
| La Capelle-Balaguier             | 12053      | Capellois      | 13,36            | 345 (2022)                        | 26                 |
| Foissac                          | 12104      | Foissacois     | 9,68             | 470 (2022)                        | 49                 |
| La Fouillade                     | 12105      | Fouilladois    | 32,54            | 1 113 (2022)                      | 34                 |
| Laramière                        | 46154      | Ramiérois      | 22,08            | 353 (2022)                        | 16                 |
| Lunac                            | 12135      | Lunacois       | 18,78            | 435 (2022)                        | 23                 |
| Maleville                        | 12136      | Mallevillois   | 36,35            | 953 (2022)                        | 26                 |
| Martiel                          | 12140      | Martielois     | 46,71            | 989 (2022)                        | 21                 |
| Monteils                         | 12150      | Monteillois    | 17,19            | 469 (2022)                        | 27                 |
| Montsalès                        | 12158      | Montsalisiens  | 12,47            | 323 (2022)                        | 26                 |
| Morlhon-le-Haut                  | 12159      | Morlhonois     | 22,09            | 555 (2022)                        | 25                 |
| Najac                            | 12167      | Najacois       | 53,88            | 736 (2022)                        | 14                 |
| Naussac                          | 12170      | Naussacois     | 14,7             | 414 (2022)                        | 28                 |
| Ols-et-Rinhodes                  | 12175      | Olsois         | 10,82            | 168 (2022)                        | 16                 |
| Promilhanes                      | 46227      | Promilhanains  | 14,55            | 229 (2022)                        | 16                 |
| La Rouquette                     | 12205      | Rouquettois    | 29,81            | 774 (2022)                        | 26                 |
| Saint-André-de-Najac             | 12210      | Saint-Andréens | 25,1             | 455 (2022)                        | 18                 |
| Saint-Igest                      | 12227      | Saint-Igestois | 11,72            | 181 (2022)                        | 15                 |
| Saint-Rémy                       | 12242      | Saint-Rémyens  | 8,98             | 307 (2022)                        | 34                 |
| Sainte-Croix                     | 12217      | Saint-Crussois | 25,88            | 736 (2022)                        | 28                 |
| Salles-Courbatiès                | 12252      | Courbatiésois  | 13,35            | 480 (2022)                        | 36                 |
| Sanvensa                         | 12259      | Sanvensacois   | 25,48            | 643 (2022)                        | 25                 |
| Saujac                           | 12261      | Saujacois      | 12,23            | 125 (2022)                        | 10                 |
| Savignac                         | 12263      | Savignacais    | 15,28            | 755 (2022)                        | 49                 |
| Toulonjac                        | 12281      | Toulonjacois   | 7,25             | 752 (2022)                        | 104                |
| Vailhourles                      | 12287      | Vailhourlais   | 32,41            | 651 (2022)                        | 20                 |
| Villeneuve                       | 12301      | Villeneuvois   | 65,3             | 1 952 (2022)                      | 30                 |

### Démographie
| 1968   | 1975   | 1982   | 1990   | 1999   | 2009   | 2014   | 2020   |
| ------ | ------ | ------ | ------ | ------ | ------ | ------ | ------ |
| 24 263 | 25 268 | 26 139 | 26 055 | 25 749 | 27 198 | 27 341 | 27 306 |

## Administration

### Siège
Le siège de la communauté de communes est situé à Villefranche-de-Rouergue.

### Les élus
Le conseil communautaire de Ouest Aveyron Communauté se compose de 52 membres représentant chacune des communes membres et élus pour une durée de six ans.
Ils sont répartis comme suit :
| Nombre de délégués | Communes                 |
| ------------------ | ------------------------ |
| 22                 | Villefranche-de-Rouergue |
| 3                  | Villeneuve               |
| 1 (+ 1 suppléant)  | les 27 autres communes   |

### Présidence
| Période                                  | Période      | Identité       | Étiquette | Qualité                                      |
| ---------------------------------------- | ------------ | -------------- | --------- | -------------------------------------------- |
| 2017                                     | juillet 2020 | Serge Roques   | LR        | maire de Villefranche-de-Rouergue(2001-2020) |
| juillet 2020                             | En cours     | Michel Delpech |           | maire de Monteils                            |
| Les données manquantes sont à compléter. |              |                |           |                                              |

### Régime fiscal et budget
Le régime fiscal de la communauté de communes est la fiscalité professionnelle unique (FPU).